# Parc national des Tatras (Pologne)
Cet article concerne le parc national polonais. Pour le parc national slovaque, voir Parc national des Tatras (Slovaquie). Pour les autres significations, voir Parc national des Tatras.
Le parc national des Tatras (polonais : Tatrzański Park Narodowy) est un parc national du sud de la Pologne. Il est localisé dans la partie polonaise des Tatras occidentales et des Hautes Tatras.  Créé en 1954, il couvre une superficie de 211 km2 de montagnes. Il compte vingt sommets de plus de 2 000 mètres (point culminant mont Rysy 2 500 m). 
Le parc a son siège dans la ville de Zakopane. La Slovaquie a créé un parc national adjacent, et l’UNESCO a ensuite désigné l’effort combiné comme une réserve de biosphère transfrontalière.

## Description
Le parc se situe à l'intérieur de la chaîne de montagnes des Carpates occidentales. Il comprend des vallées, des prairies et des forêts touffues, ainsi que des grottes. 
Le parc compte plus de 30 lacs de montagne, appelés staw (en polonais : étang). Ces plans d’eau sont une partie importante du paysage des Hautes Tatras. Les plus grands lacs sont situés dans la vallée des Cinq lacs : Morskie Oko avec une superficie de 349 000 m2 et une profondeur maximale de 50,8 mètres ; et Wielki Staw d’une superficie de 344 000 m2 et d’une profondeur maximale de 79,3 mètres.
La prairie de la vallée de Chocholow est la plus vaste des Tatras polonaises, et constitue l'un des principaux alpages de la région. 
De nombreux torrents (le plus long atteint 20 km) donnent lieu à des cascades, dont la Wielka Siklawa, littéralement « la grande cascade », qui fait un saut de 70 mètres, ou Wodogrzmoty Mickiewicza, qui sont populaires auprès des touristes. 
Il y a environ 650 grottes dans le parc, dont le système de grottes Wielka Sniezna est le plus long (18 kilomètres) et le plus profond (profondeur maximale 814 mètres). Six grottes de ce système sont ouvertes au public. 

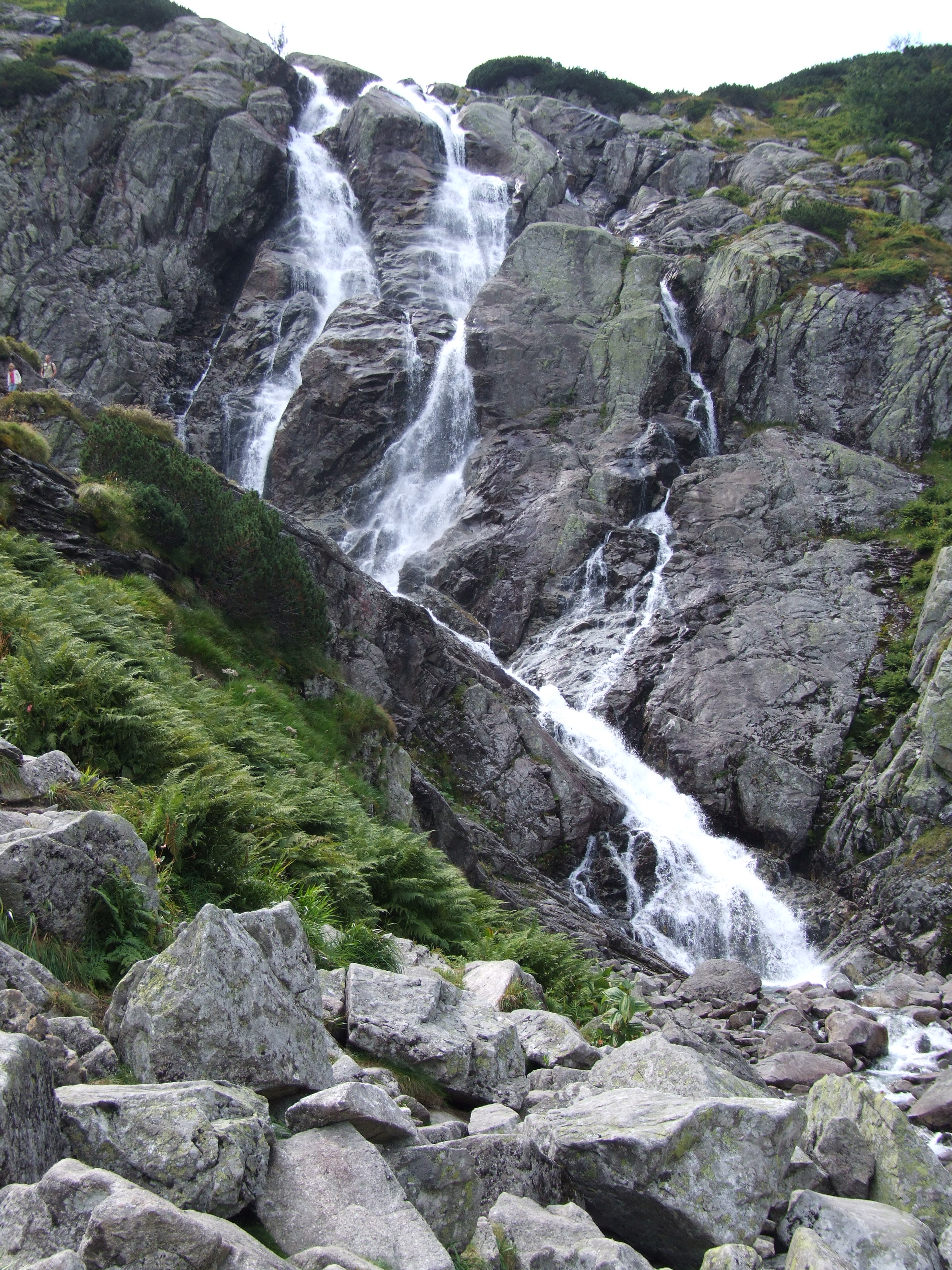
Grande Cascade.
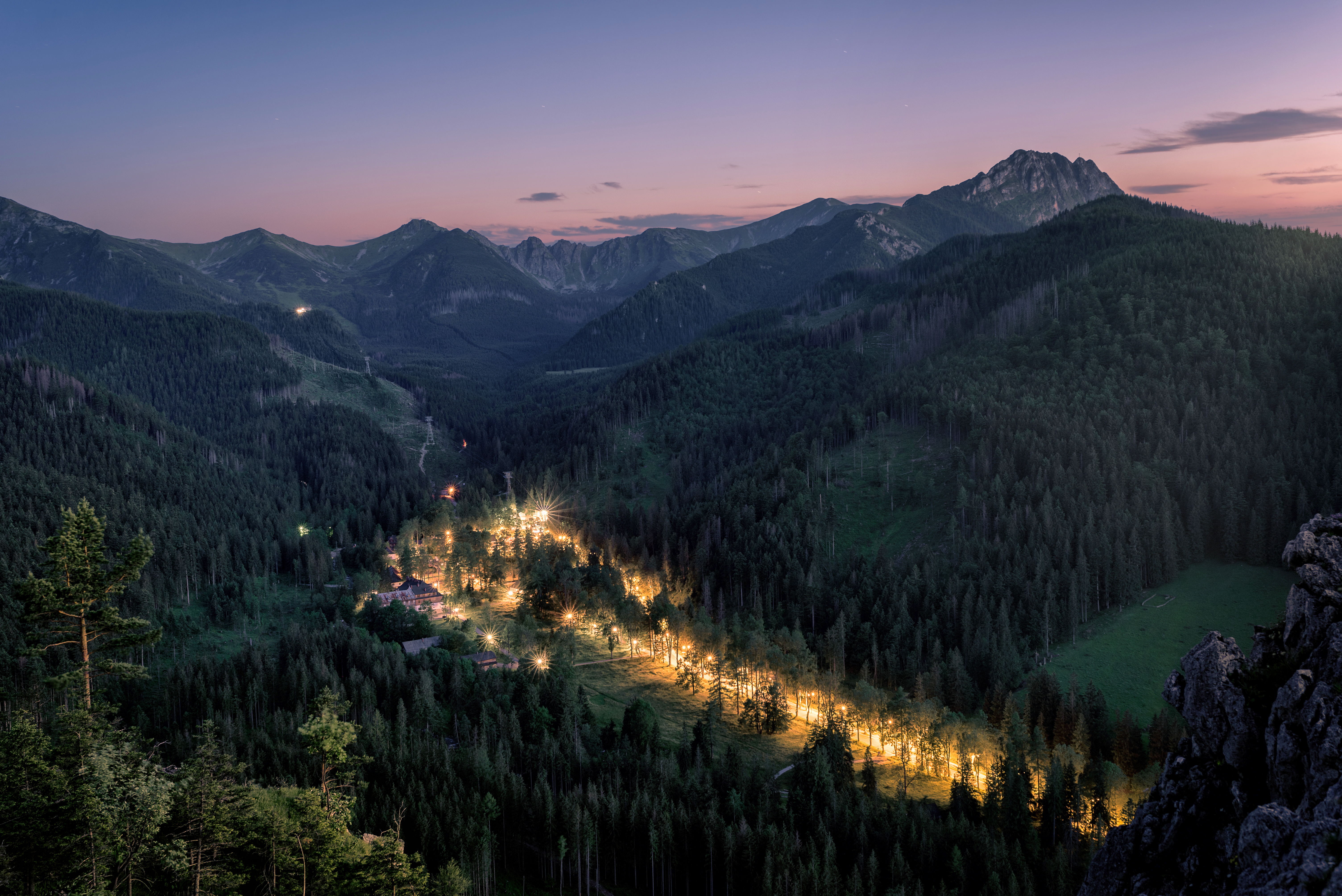
Vue du parc depuis le Nosal (Tatry) (pl). Juillet 2017.

## Flore et faune
Les qualités géologiques du parc, des sols de nature différentes et les conditions climatiques favorisent l'existence d'un millier d'espèces de plantes. On y trouve notamment 27 variétés d'orchidées sur les 47 que compte le pays, des edelweiss, saxifrages, gentianes bleues, primevères sauvages. Les épicéas règnent en maîtres sur les hauteurs.
La faune comprend des marmottes, chamois, lynx, loups, ours bruns, loutres, campagnols des Tatras, ainsi que des grands-tétras, des aigles pomarins et des faucons. 

## Histoire et tourisme
Le parc national des Tatras polonais a été créé sous cette forme en 1954.
Depuis 1993, le parc national des Tatras slovaque (TANAP) et le polonais (TPN) constituent ensemble une réserve de biosphère transfrontalière, reconnue par l'UNESCO dans le cadre du Programme sur l'homme et la biosphère (MAB). Le tourisme a été développé pour la première fois dans les Tatras à la fin du XIXe siècle et se poursuit au XXIe siècle. C’est le plus visité des parcs nationaux de Pologne. 
Il y a plus de 270 kilomètres de sentiers de randonnée dans le parc national des Tatras. 

## Galerie

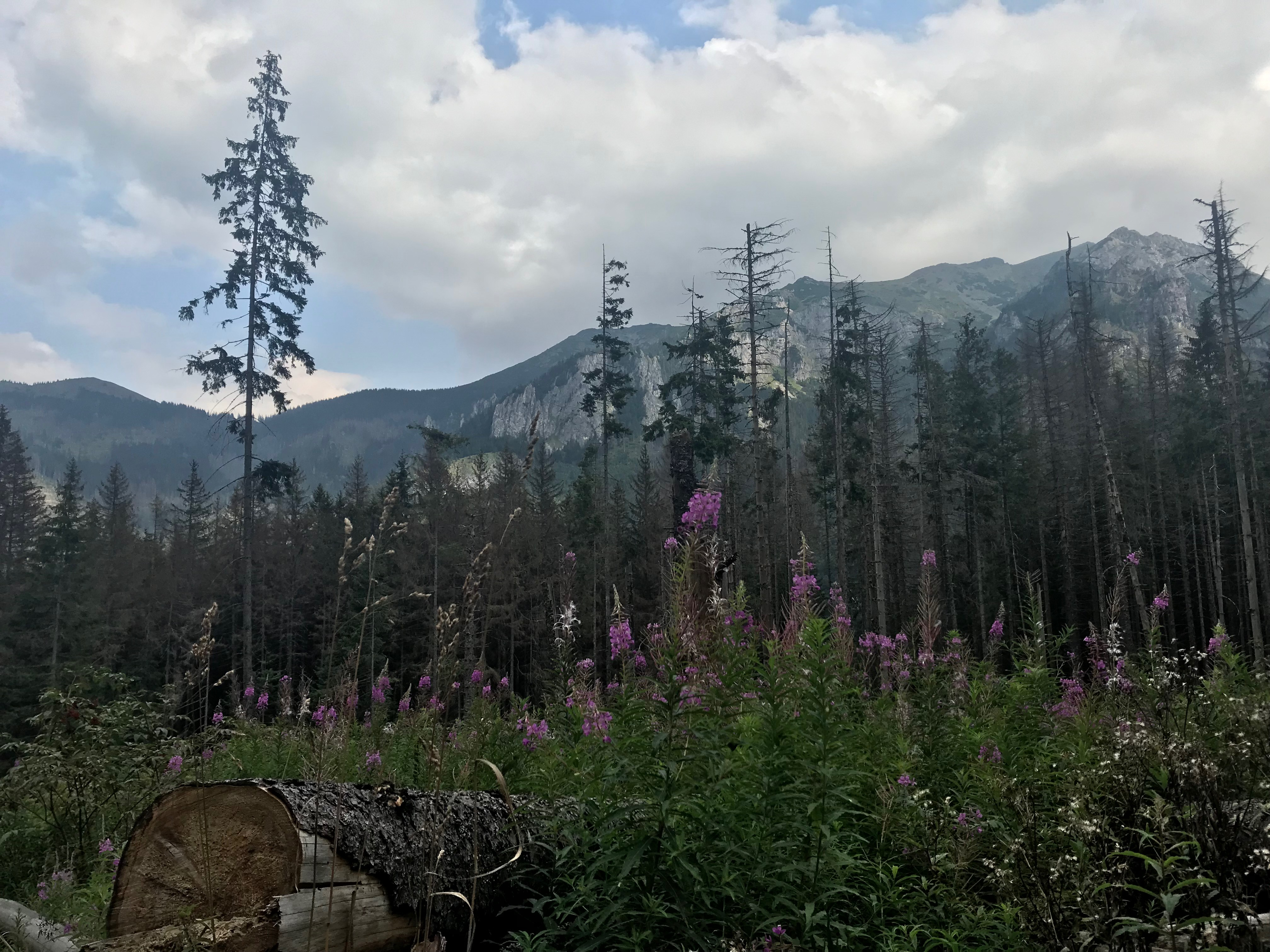
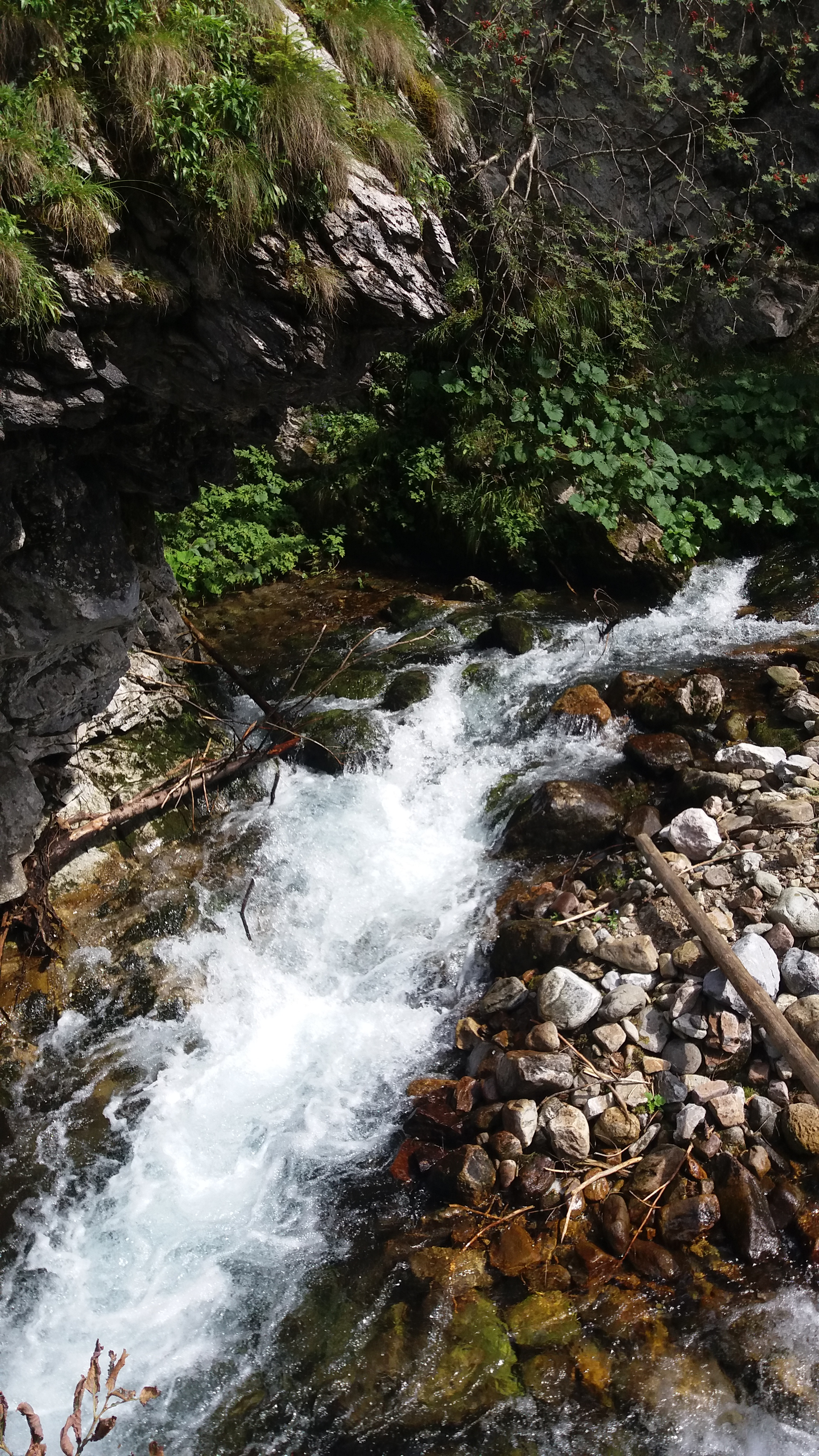
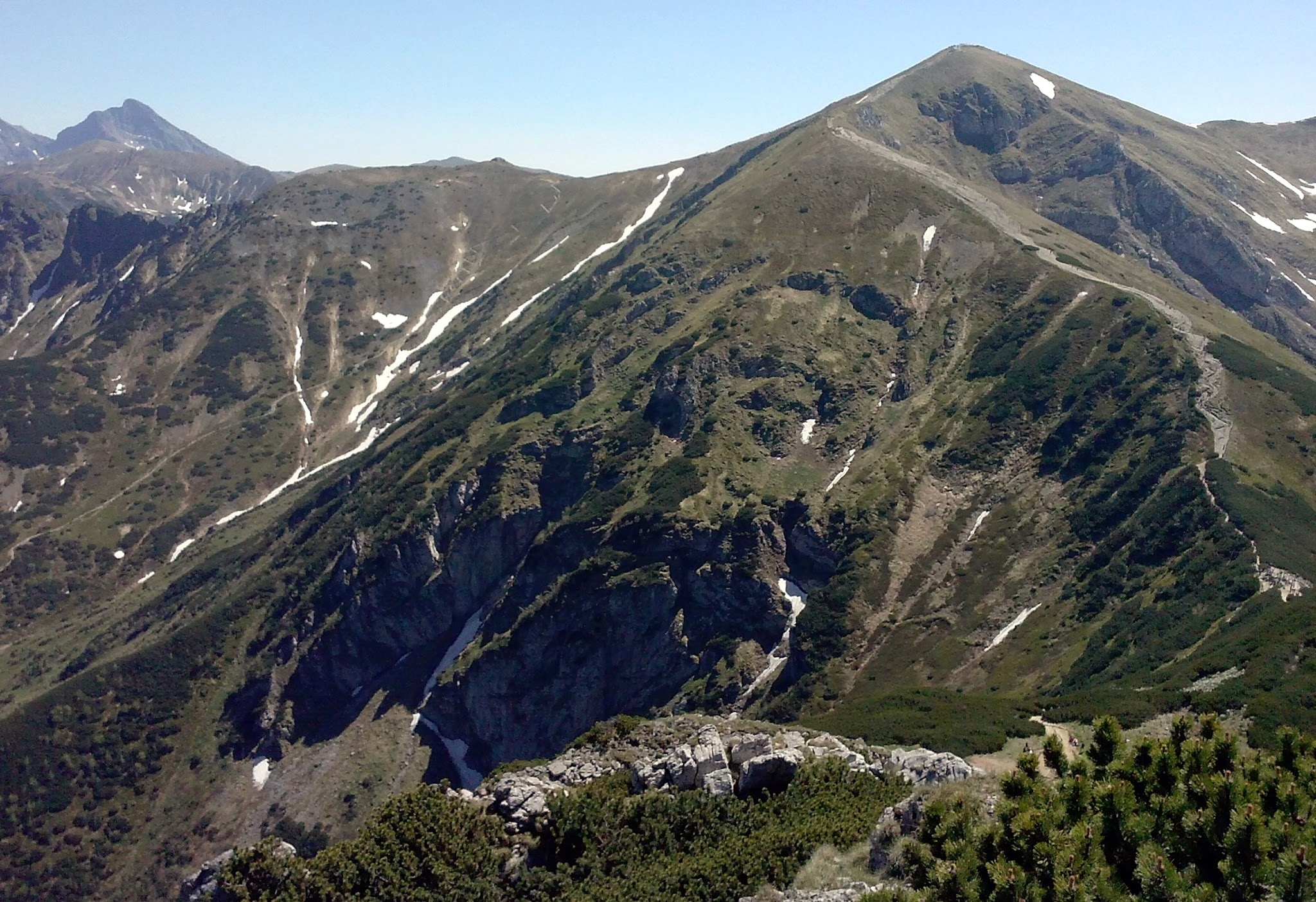
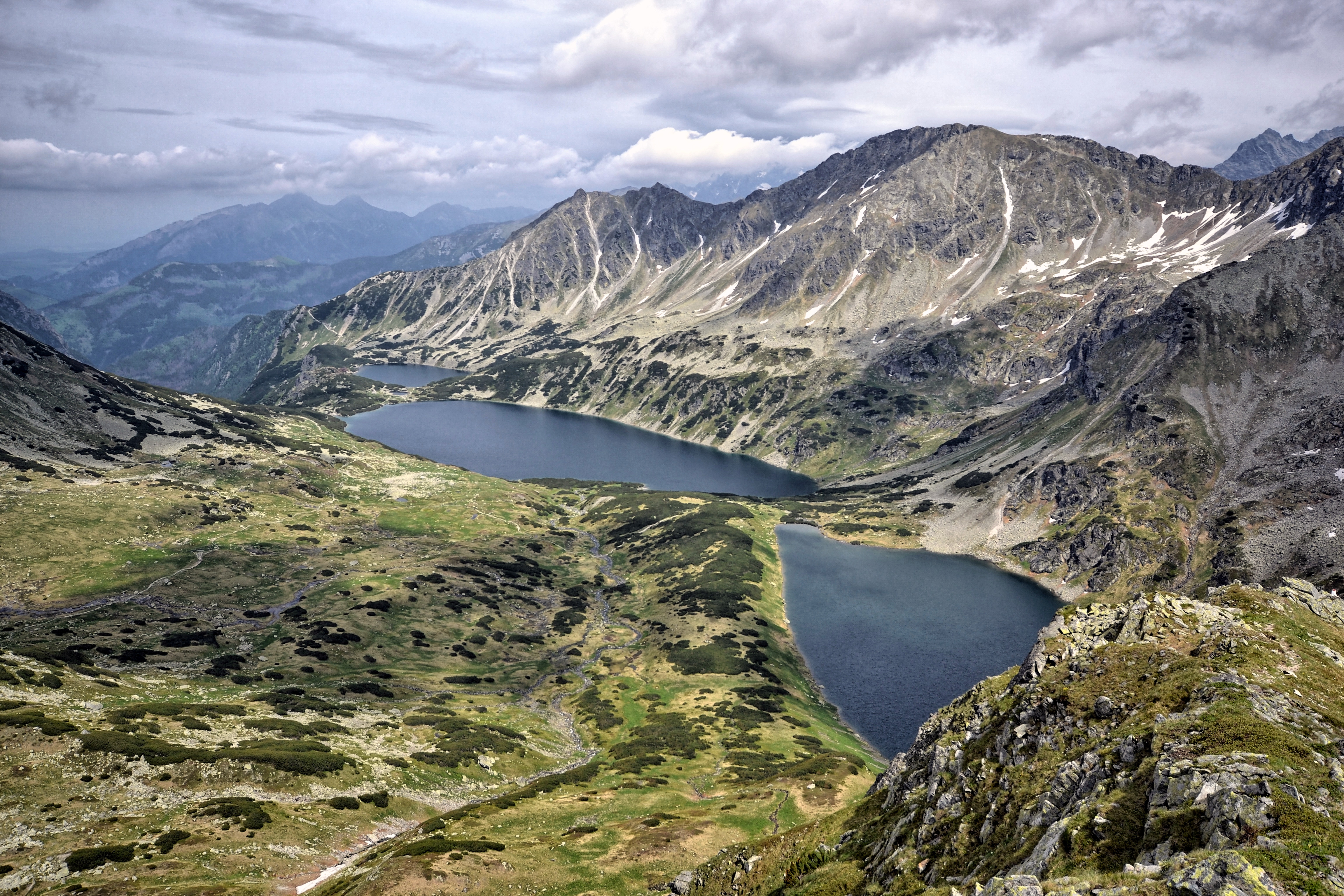
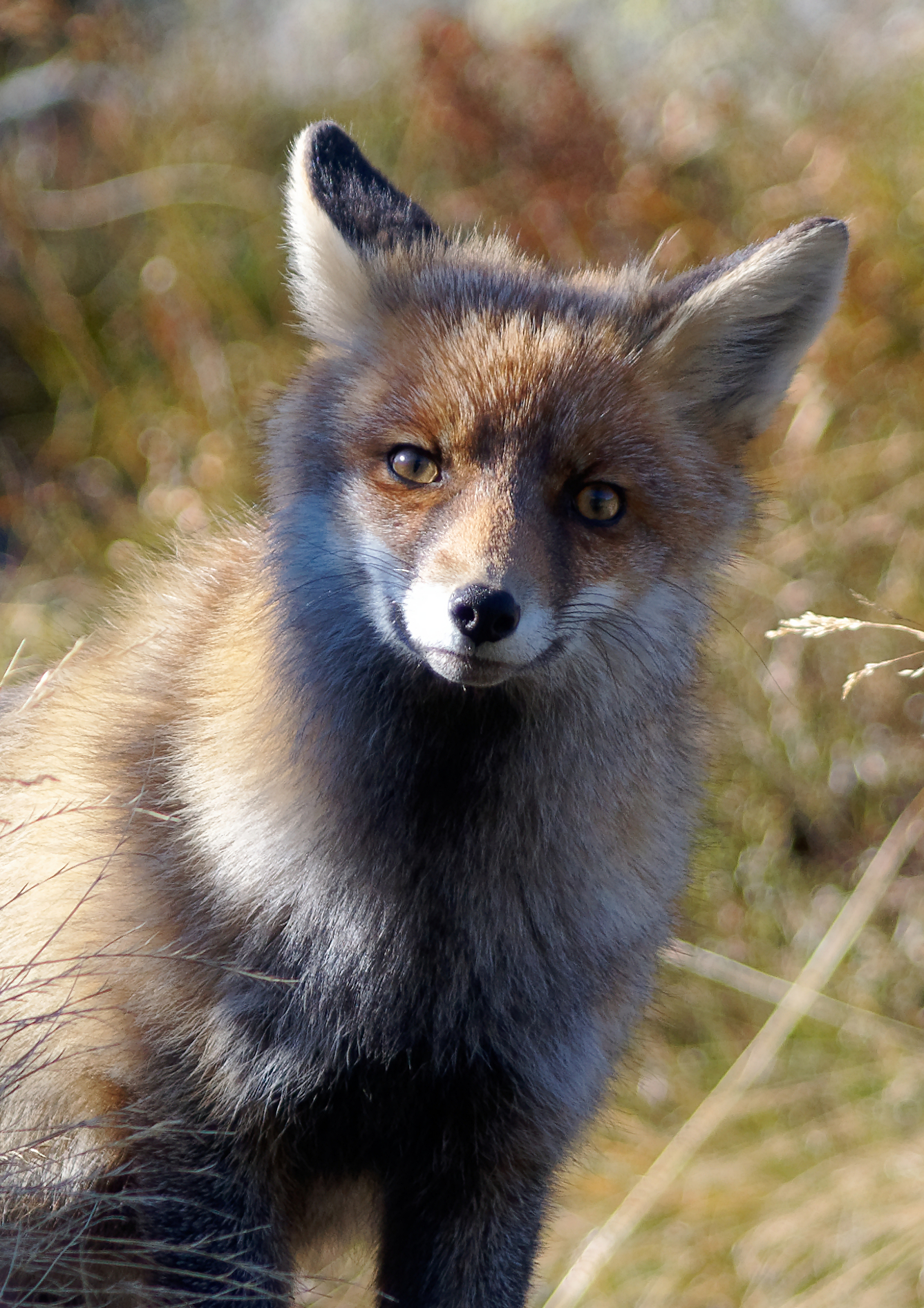
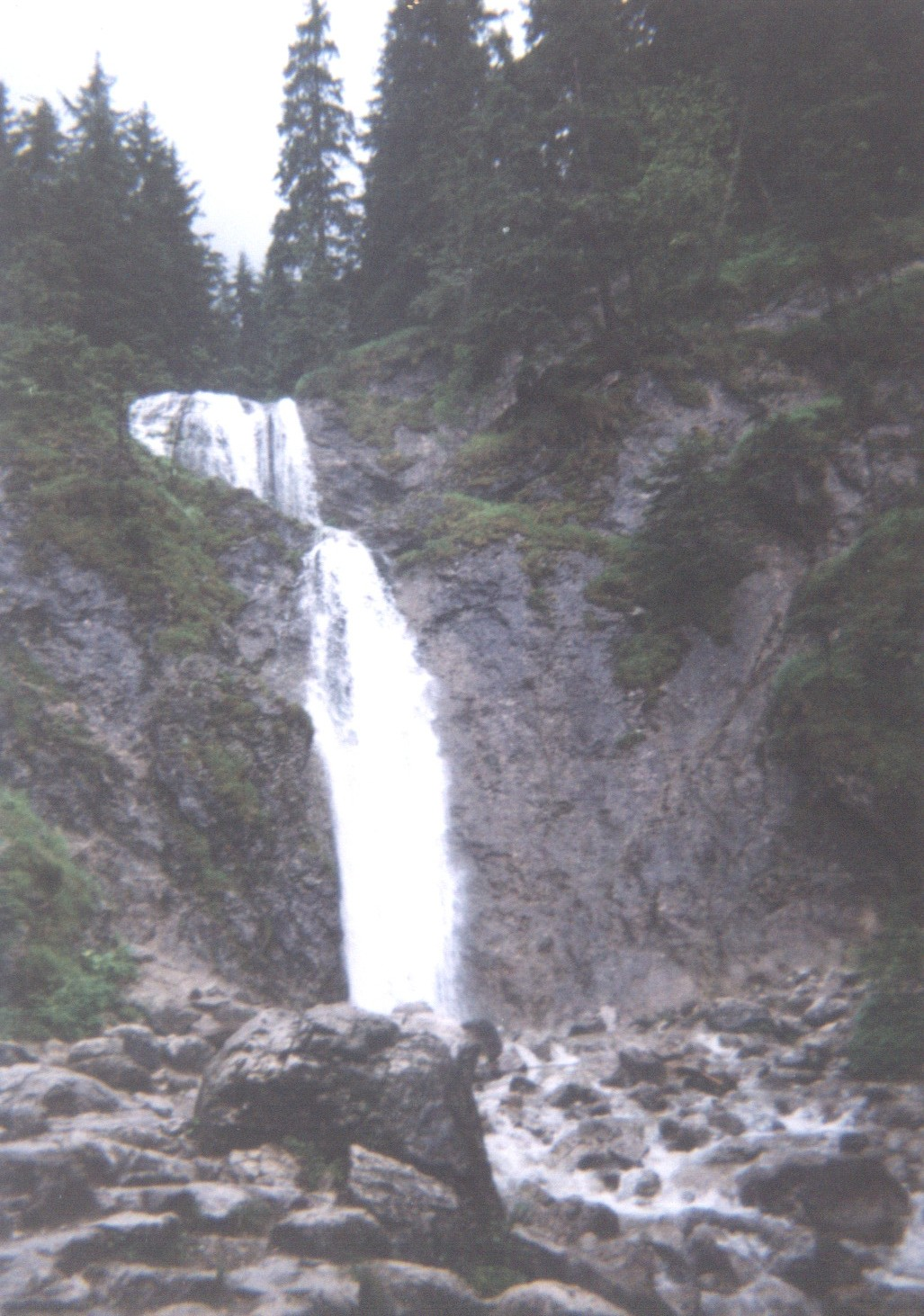

## Climat
| Mois                                             | jan.       | fév.       | mars       | avril      | mai       | juin      | jui.      | août      | sep.      | oct.       | nov.       | déc.       | année      |
| ------------------------------------------------ | ---------- | ---------- | ---------- | ---------- | --------- | --------- | --------- | --------- | --------- | ---------- | ---------- | ---------- | ---------- |
| Température minimale moyenne (°C)                | −7,3       | −7,3       | −5,1       | −0,6       | 3,9       | 7,3       | 9         | 8,8       | 5         | 1,4        | −1,7       | −5,7       | 0,6        |
| Température moyenne (°C)                         | −3,9       | −3,7       | −1,5       | 3,3        | 8,5       | 12,1      | 13,7      | 13,4      | 9         | 5,1        | 1,4        | −2,5       | 4,6        |
| Température maximale moyenne (°C)                | 0,4        | 0,8        | 3,2        | 8,6        | 13,5      | 17        | 18,8      | 18,9      | 14,2      | 10,2       | 5,4        | 1,2        | 9,4        |
| Record de froid (°C) date du record              | −26,2 2017 | −25,3 2012 | −21,9 2018 | −13,2 1995 | −8,2 2007 | −1,5 2006 | 1,1 2007  | 0,4 1998  | −4 2007   | −12,7 2003 | −17,3 1999 | −20,5 2009 | −26,2 2017 |
| Record de chaleur (°C) date du record            | 12 2007    | 14,5 1998  | 18,4 2014  | 22,5 2012  | 26 2005   | 29,1 2021 | 30,9 2007 | 30,1 2000 | 27,3 2015 | 25,6 2000  | 22,3 2008  | 14,6 2015  | 30,9 2007  |
| Précipitations (mm)                              | 94         | 84,3       | 115,5      | 121,6      | 194,2     | 211,7     | 239,2     | 159,4     | 176       | 125,3      | 101        | 87,7       | 1 709,9    |
| dont neige (cm)                                  | 1 314,9    | 1 605,8    | 1 406,5    | 456,3      | 11,6      | 0,7       | 0         | 0         | 2,3       | 54,7       | 269,1      | 671,3      | 5 793,2    |
| Nombre de jours avec précipitations              | 13,8       | 13         | 14,2       | 13,3       | 16,7      | 16,1      | 15,9      | 12,1      | 12,1      | 12,8       | 11,6       | 13,3       | 164,9      |
| dont nombre de jours avec précipitations ≥ 10 mm | 2,7        | 2,2        | 3          | 3,9        | 5,9       | 6,9       | 7,5       | 5         | 5,7       | 3,5        | 2,9        | 2,9        | 52,1       |
| Humidité relative (%)                            | 88         | 87,8       | 89,9       | 89,9       | 87,2      | 87,9      | 85,9      | 85,9      | 90,1      | 89,9       | 86,3       | 85,9       | 87,9       |

| Diagramme climatique                                  |             |              |              |              |            |            |              |          |              |            |             |
| J                                                     | F           | M            | A            | M            | J          | J          | A            | S        | O            | N          | D           |
| 0,4−7,394                                             | 0,8−7,384,3 | 3,2−5,1115,5 | 8,6−0,6121,6 | 13,53,9194,2 | 177,3211,7 | 18,89239,2 | 18,98,8159,4 | 14,25176 | 10,21,4125,3 | 5,4−1,7101 | 1,2−5,787,7 |
| Moyennes : • Temp. maxi et mini °C • Précipitation mm |             |              |              |              |            |            |              |          |              |            |             |